# Matty Lee
Matthew „Matty“ Lee (* 5. März 1998 in Leeds) ist ein ehemaliger britischer Wasserspringer. Bei den Olympischen Sommerspielen 2020 in Tokio wurde er zusammen mit Tom Daley Olympiasieger im Synchronspringen vom 10-m-Turm.

## Karriere

### Wettbewerbe bei den Junioren
Lee nahm im Jahr 2012 in Graz erstmals an den Europameisterschaften der Junioren im Wasserspringen teil. In der Altersklasse 14 bis 15 Jahre erreichte er den ersten Platz im Kunstspringen vom 1-m-Brett und den sechsten Platz im Turmspringen vom 10-m-Turm. Bei den Weltmeisterschaften der Junioren in Adelaide erreichte er den siebten Platz im Turmspringen. Im folgenden Jahr gewann er bei den Europameisterschaften Gold im Kunstspringen vom 3-m-Brett, Silber im Turmspringen und Bronze im Kunstspringen vom 1-m-Brett.
Bei den Weltmeisterschaften der Junioren 2016 in Kasan trat Lee in der Altersklasse 16 bis 18 Jahre an. Diesmal erreichte er den vierten Platz im Turmspringen und den sechsten Platz im Synchronspringen vom 3-m-Brett.

### Erfolge bis zu den Europameisterschaften 2018
Lee nahm in Kasan im Jahr 2015 erstmals an den Schwimmweltmeisterschaften teil. Zusammen mit James Denny erreichte er dort den neunten Platz im Finale im Synchronspringen vom 10-m-Turm. Bei den Europaspielen 2015 in Baku gewann Lee die Goldmedaille im Turmspringen. Seine erste Medaille bei Europameisterschaften gewann er 2016 in London zusammen mit Georgia Ward im gemischten Synchronspringen vom Turm. 2017 folgte in Budapest seine erste Medaille bei Weltmeisterschaften, diesmal zusammen mit Lois Toulson im gemischten Synchronspringen vom 10-m-Turm. Mit ihr gewann er ebenfalls Medaillen bei den Europameisterschaften, Gold im Jahr 2017 und Silber im Jahr 2018.

### Synchronspringen zusammen mit Tom Daley
Im Oktober 2018 begann Lee das gemeinsame Training mit Tom Daley im Synchronspringen vom Turm. Bei den Weltmeisterschaften 2019 in Gwangju gewannen sie die Bronzemedaille. Vor den Olympischen Spielen in Tokio erreichten sie beim Weltcup im Wasserspringen ebendort den ersten Platz. Bei seinen ersten Olympischen Spielen wurde Lee schließlich mit knappem Vorsprung vor Chen Aisen und Cao Yuan Olympiasieger im Synchronspringen vom 10-m-Turm.
Im Februar 2025 beendete er seine Karriere.